# 大田交通公社
大田交通公社（テジョンこうつうこうしゃ）は、大韓民国大田広域市の地下鉄（大田都市鉄道）を運営する公社である。1号線（2006年3月に部分開業・2007年4月に全線開業）を保有・運営する。

## 沿革
- 1996年10月30日 - 五龍駅付近で1号線着工。
- 2005年1月1日 - 大田広域市都市鉄道公社設立。
- 2006年3月16日 - 1号線 板岩 - 政府庁舎間 (12.4km) 開通、市庁駅で開通式。
- 2007年4月17日 - 1号線 政府庁舎 - 盤石間 (10.2km) 開通。
- 2022年1月1日 - 大田交通公社に改組。